# Eugen Haefele
Eugen Haefele (* 12. Mai 1874 in Backnang; † 10. April 1935 in Stuttgart) war ein deutscher Verwaltungsjurist.

## Leben
Haefele studierte Rechtswissenschaften an der Eberhard Karls Universität Tübingen und schloss 1897 mit der ersten höheren Verwaltungsdienstprüfung ab. Ab 1891 war er Mitglied der katholischen Studentenverbindung AV Guestfalia Tübingen. Nach der 2. höheren Verwaltungsdienstprüfung 1899 war er ab 1900 in der württembergischen Innenverwaltung tätig. Ab 1905 war er Amtmann beim Oberamt Horb und ab 1916 beim Oberamt Ellwangen. 1920 wurde er Oberamtmann beim Oberamt Sulz, allerdings mit Verwendung beim Oberamt Ellwangen. Ab 1921 war er dort bis 1935 Oberamtsvorstand, ab 1928 als Landrat.
Haefele trat zum 1. Mai 1933 der NSDAP bei (Mitgliedsnummer 3.241.293).